# پائولا آرانا
پائولا آرانا (انگلیسی: Paula Arana؛ زادهٔ ۸ نوامبر ۲۰۰۱) بازیکن فوتبال اهل اسپانیا است.